# Steife Eberwurz

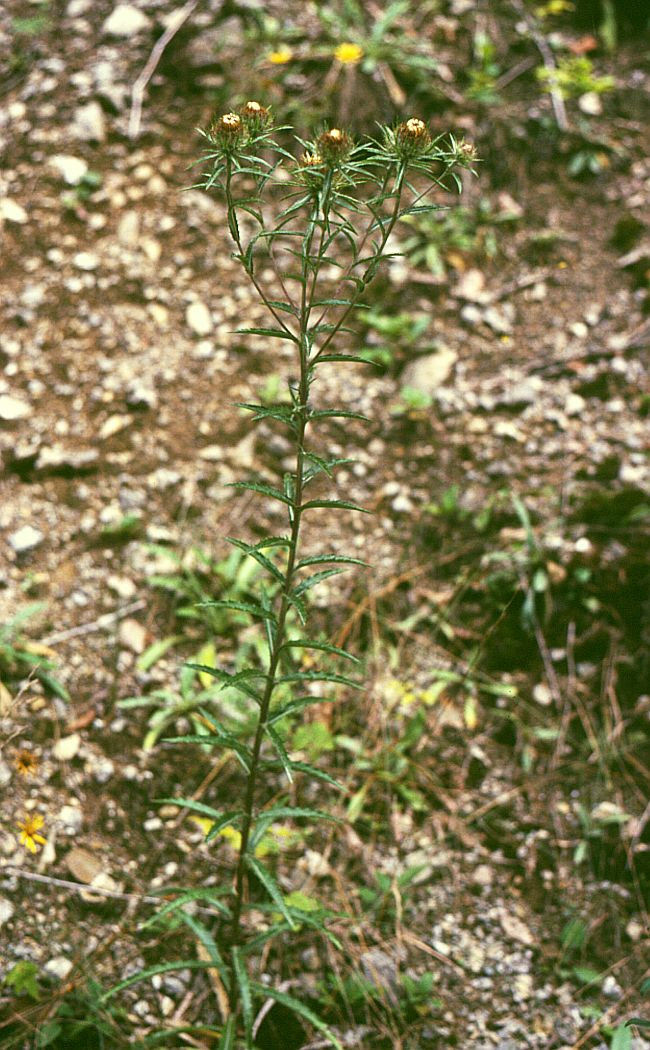
Habitus der Steifen Eberwurz (Carlina biebersteinii subsp. biebersteinii)

Die Steife Eberwurz (Carlina biebersteinii), auch Langblättrige Eberwurz oder Steife Golddistel genannt, ist eine Pflanzenart der Gattung Eberwurzen (Carlina) aus der Familie der Korbblütler (Asteraceae).

## Merkmale
Die Steife Eberwurz ist eine immergrüne, mehrjährig hapaxanthe Halbrosettenpflanze und ein Hemikryptophyt. Sie erreicht Wuchshöhen von 20 bis 70, selten bis 120 Zentimeter. Die Stängelblätter werden von der Rosette zur Sprossspitze hin kürzer. Die mittleren Stängelblätter sind meist 6 bis 10, selten bis 15 Zentimeter lang. Die Stängelblätter sind entweder regelmäßig unterbrochen feindornig gezähnt oder, selten, kurz gelappt. Sie sind immer flach und lediglich die oberen sind an ihrem Grund mehr oder weniger sparrig dornzipfelig. Die äußeren Hüllblätter sind kammförmig feindornig, derbere Dornzipfel sind höchstens am Grund vorhanden. 
Die Blütezeit reicht von Juni bis September. 

## Ökologie
Die Blüten werden durch Insekten bestäubt, die Samen werden durch den Wind verbreitet.

## Vorkommen
Die Steife Eberwurz kommt in Europa und Vorderasien vor. Sie gedeiht auf Silikatmagerrasen, Halbtrockenrasen, montanen bis subalpinen Wiesen sowie in lichten Wäldern. Sie kommt vor in Gesellschaften der Verbände Caricion ferrugineae, Calamagrostion arundinaceae, Mesobromion oder Erico-Pinion.
Sie ist  basenhold, d. h., sie bevorzugt basische Böden. In Deutschland ist sie in Bayern im Alpenvorland und den Alpen zerstreut und in Mecklenburg-Vorpommern auf Rügen selten anzutreffen. In Thüringen und Sachsen ist die Art ausgestorben.
In den Allgäuer Alpen steigt sie an den Kegelköpfen in Bayern bis zu 1900 m Meereshöhe auf.

## Systematik
Innerhalb Mitteleuropas werden drei Unterarten unterschieden:
- Carlina biebersteinii subsp. biebersteinii ist die Nominatform, ihr Verbreitungsgebiet entspricht dem der Art. In Deutschland kommt sie zerstreut im bayerischen Alpenvorland und den Alpen vor sowie selten in Mecklenburg-Vorpommern auf Rügen. In Thüringen ist sie ausgestorben. Die Unterart wächst auf montanen bis subalpinen Wiesen und in lichten Wäldern. Sie erreicht eine Wuchshöhe von 20 bis 50, selten bis 80 Zentimeter. Der Stängel und die Unterseite der Blätter sind zunächst spinnwebig-wollig, verkahlen aber mit der Zeit. Die oberen Stängelblätter sind ebenso wie die mittleren im Wechsel mit längeren Zähnchen oder Gruppen von Zähnchen gleichmäßig feindornig gezähnt. Sie sind immer flach und selten kurz gelappt. Sie verschmälern sich von ihrer unteren Hälfte an gleichmäßig. Die Blütenköpfe sind meistens einzeln, seltener zu wenigen angeordnet. Bei der auf Rügen vorkommenden Varietät Carlina biebersteinii subsp. biebersteinii var. fennica Meusel & Kästner beträgt der Durchmesser der Blütenköpfe 15 bis 25 Millimeter und diese werden nicht von Hochblättern überragt. Die Blütenköpfe der Varietät Carlina biebersteinii subsp. biebersteinii var. biebersteinii erreichen mit 20 bis 40 Millimeter einen größeren Durchmesser und werden von den Hochblättern meist überragt. Die Chromosomenzahl der Unterart beträgt 2n = 20.

- Die Unterart Carlina biebersteinii subsp. brevibracteata (Andrae) K.Werner kommt selten in Bayern bei Wolfratshausen und im Alpenvorland vor. Sie wächst auf Silikatmagerrasen, Halbtrockenrasen und in lichten Wäldern. Die Unterart erreicht eine Wuchshöhe von 30 bis 70, selten bis 120 Zentimeter. Die oberen Stängelblätter unterscheiden sich von den mittleren. Auf jeder Seite der oberen Stängelblätter befinden sich 3 bis 5 Dornlappen, die oft etwas kraus sind. Der Stängel sowie die Unterseite der Blätter sind bleibend graufilzig bis wollig. Es sind meist mehrere bis viele Blütenknöpfe vorhanden. Diese haben einen Durchmesser von 15 bis 25 Millimeter und werden nicht von Hochblättern überragt. Die Chromosomenzahl beträgt 2n = 20.

- Carlina biebersteinii subsp. sudetica Kovanda: Sie kommt nur in Tschechien vor.[1]